# 米尔扎布尔乌帕齐拉
米尔扎布尔是孟加拉国的一个乌帕齐拉，位於达卡专区的坦盖尔县。

## 人口
據1991年孟加拉國人口普查，米爾扎布爾共有人口337496人，其中男性佔比50.31%，女性49.69%；成年人共178312人。該地7歲以上人口之平均識字率為32.9%。